# Jean-Pierre Bernard Ricard
Jean-Pierre Bernard Ricard (Marselha, 25 de setembro de 1944) é um cardeal da Igreja Católica francês, arcebispo emérito de Bordeaux.

## Biografia
Filho de Georges e Jeanine Ricard, seu pai era secretário-geral da Câmara de Comércio e Indústria de Marselha. Estudou nos Liceus de Saint-Charles e Périer, Marselha e Thiers (bacharel em letras) e no Seminário Maior de Marselha (filosofia), além de um ano no Serviço Nacional de Cooperação em Bamako. Também estudou no Seminário "des Carmes" de Paris, no Instituto Católico de Paris (licença em teologia e habilitação para o doutorado) e no Institut Supérieur de Pastoral Catéchistique.
Foi ordenado padre em 5 de outubro de 1968 na Igreja Saint Martin de Gémenos, por Georges Jacquot, arcebispo de Marselha. Realizou seu trabalho pastoral na Arquidiocese de Marselha, tornando-se o vigário-geral da Sé em 1988.
Eleito bispo-auxiliar de Grenoble em 17 de abril de 1993 pelo Papa João Paulo II, foi consagrado bispo-titular de Pulcheriopolis em 6 de junho, na Catedral-Basílica Sainte-Marie-Majeure, em Marselha, por Robert-Joseph Coffy, cardeal-arcebispo de Marselha, coadjuvado por Louis Jean Dufaux, bispo de Grenoble, e de Jacques Louis Marie Joseph Fihey, bispo de Coutances e Abranches. Nomeado bispo-coadjutor de Montpellier em 4 de julho de 1996, sucedeu à Sé em 6 de setembro do mesmo ano. Foi promovido a arcebispo metropolitano de Bordeaux em 21 de dezembro de 2001.
Em 22 de fevereiro de 2006, foi anunciada a sua criação como cardeal pelo Papa Bento XVI, no Consistório de 24 de março, em que recebeu o barrete vermelho e o título de cardeal-presbítero de Santo Agostino. Foi nomeado membro do Conselho de Cardeais para o Estudo de Problemas Econômicos e Organizacionais da Santa Sé em 22 de outubro de 2011. Foi membro do Conselho para a Economia de 8 de março de 2014 a 8 de março de 2019. Em 1 de outubro de 2019, o Papa Francisco aceitou sua renúncia do governo pastoral da arquidiocese de Bordeaux.
É membro dos seguintes dicastérios da Cúria Romana: Congregação para a Doutrina da Fé, Congregação para o Culto Divino e a Disciplina dos Sacramentos, Congregação para a Educação Católica e Pontifício Conselho para a Promoção da Unidade dos Cristãos.
Em novembro de 2022, Ricard admitiu que abusou de uma menina de 14 anos na década de 1980, quando era pároco. 
Em 7 de novembro de 2022, Éric de Moulins-Beaufort, arcebispo de Reims e presidente da Conferência Episcopal Francesa, divulgou um comunicado no qual Ricard admitiu abusar de uma menina de 14 anos quando era pároco na década de 1980: "Meu comportamento levou inevitavelmente a consequências graves e duradouras para essa pessoa". Ele prometeu se retirar do ministério público. 

## Conclaves
- Conclave de 2013 - participou da eleição de Jorge Mario Bergoglio como Papa Francisco.